# Domani vedrai
Domani vedrai è un singolo del cantautore italiano Gigi D'Alessio, pubblicato il 12 luglio 2019.
Il singolo ha visto la partecipazione vocale del cantante Gigi.

## Tracce
1. Domani vedrai (feat. Gigi) – 3:09